# De Forest (cràter)
De Forest és un cràter d'impacte que pertany a la cara oculta de la Lluna. Es troba a l'extrem sud de l'hemisferi, a l'oest de l'àmpli cràter Zeeman i al sud del cràter Numerov. A causa de la seva proximitat al pol sud, rep la llum solar en un angle oblic quan és a la meitat il·luminada de la Lluna.

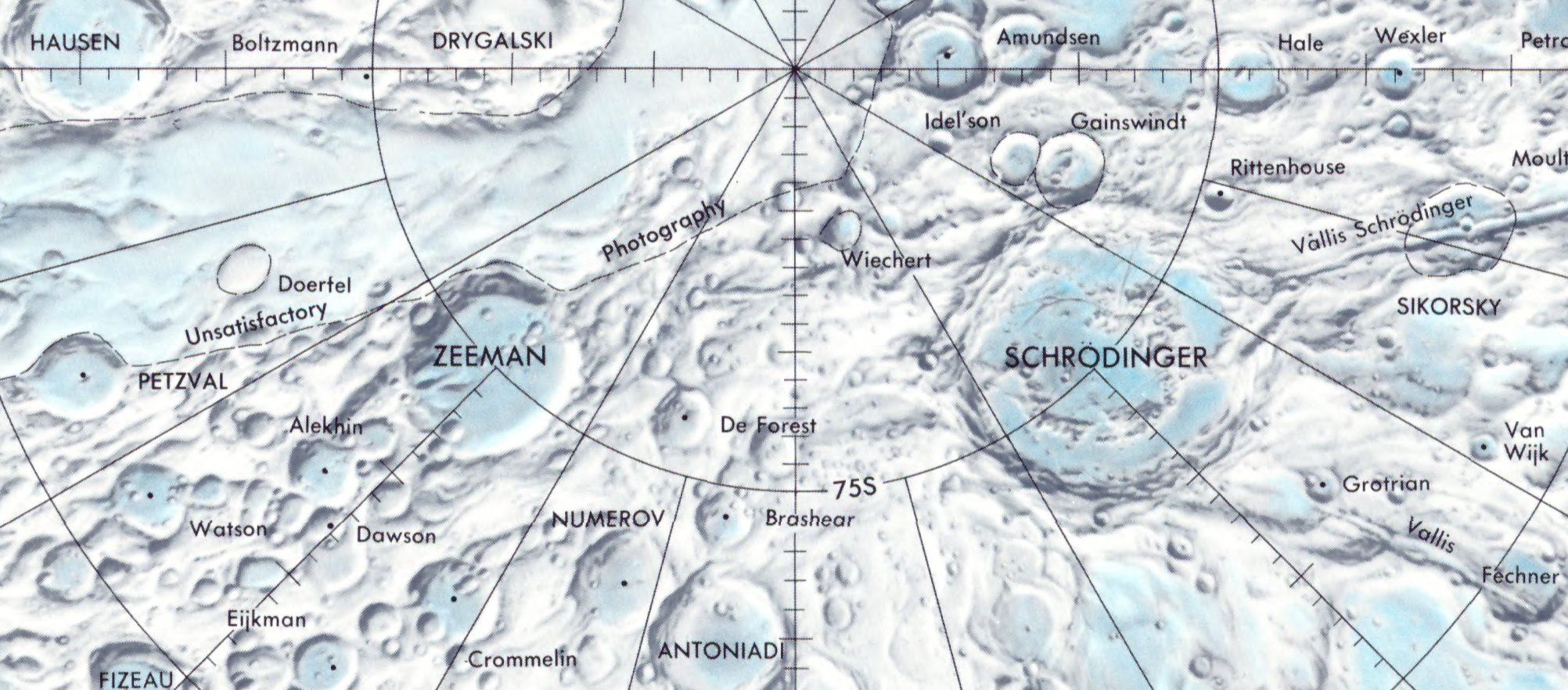
Localització de De Forest (centre de la imatge)
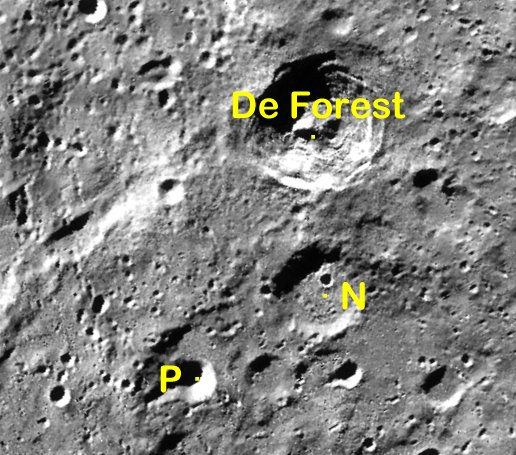
Cràters satèl·lit

Aquesta és una formació relativament recent, que no ha estat desgastada significativament per altres impactes. La vora gairebé circular presenta un perfil esmolat, però una mica irregular, amb una petita rampa exterior. L'àmplia paret interna allotja múltiples terrasses, aparentment formades per la caiguda dels materials de la vora. Al punt mitjà del seu sòl irregular posseeix un pic central relativament gran i angulós.

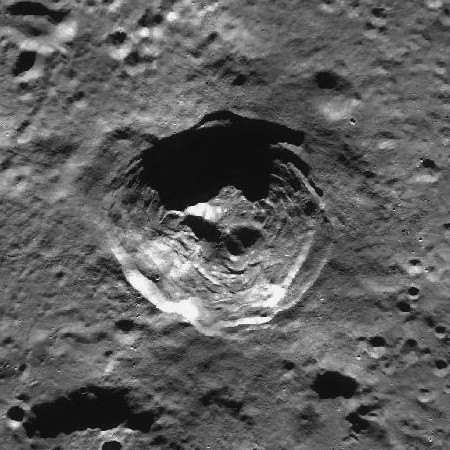
Fotografia de la missió LRO
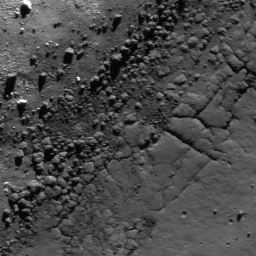
Detall del cràter De Forest (LRO)

## Cràters satèl·lit
Per convenció aquests elements són identificats en els mapes lunars posant la lletra en el costat del punt central del cràter que està més proper a De Forest.
| De Forest | Coordenades                            | Diàmetre |
| --------- | -------------------------------------- | -------- |
| N         | 79° 30′ S, 164° 42′ O / 79.5°S,164.7°O | 41 km    |
| P         | 80° 00′ S, 176° 00′ O / 80.0°S,176.0°O | 18 km    |